# Limburger Steinkohlerevier

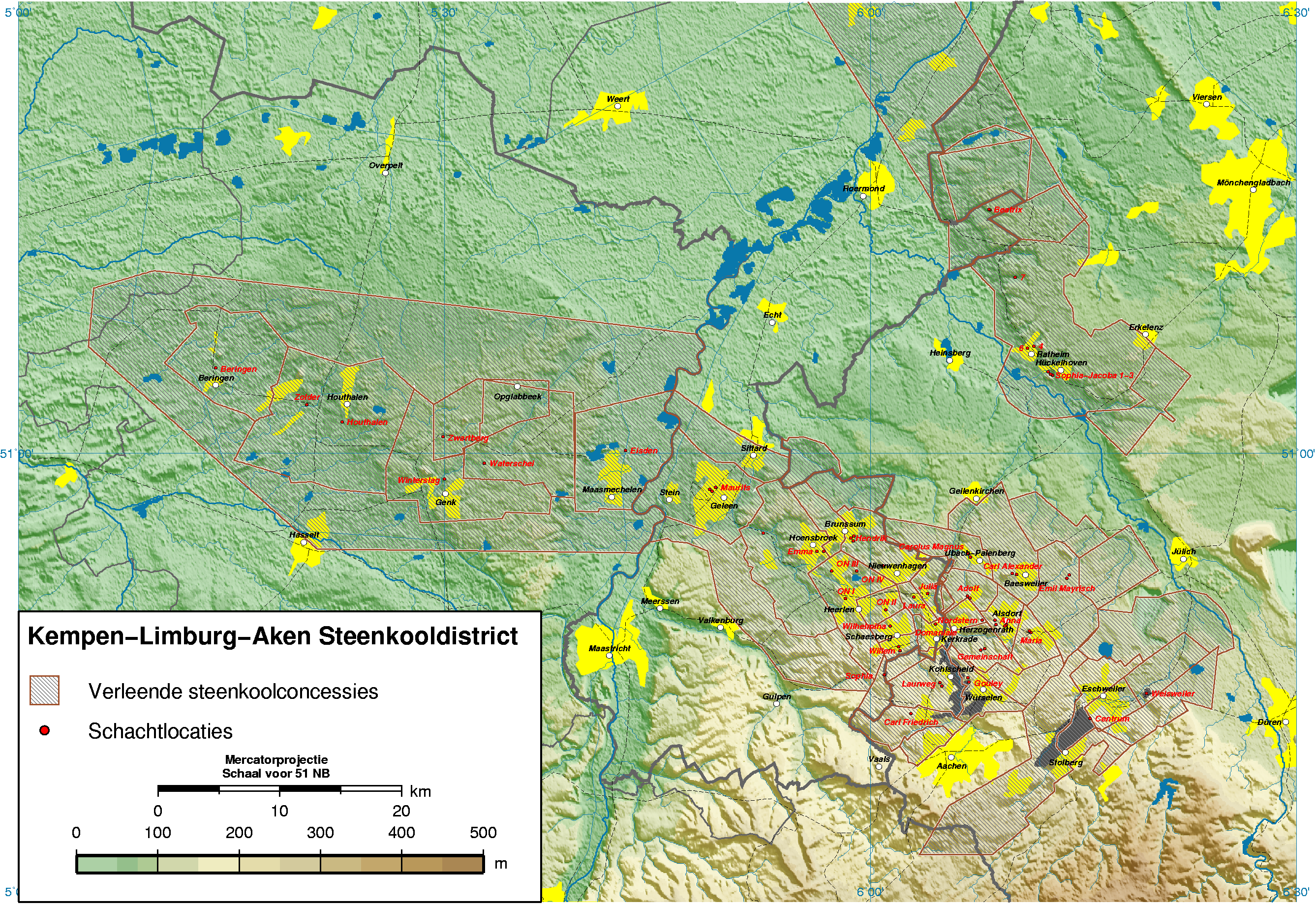
Historische Kohle-Konzessionen im Kempener, Niederländisch-Limburgischen und Aachener Kohlerevier

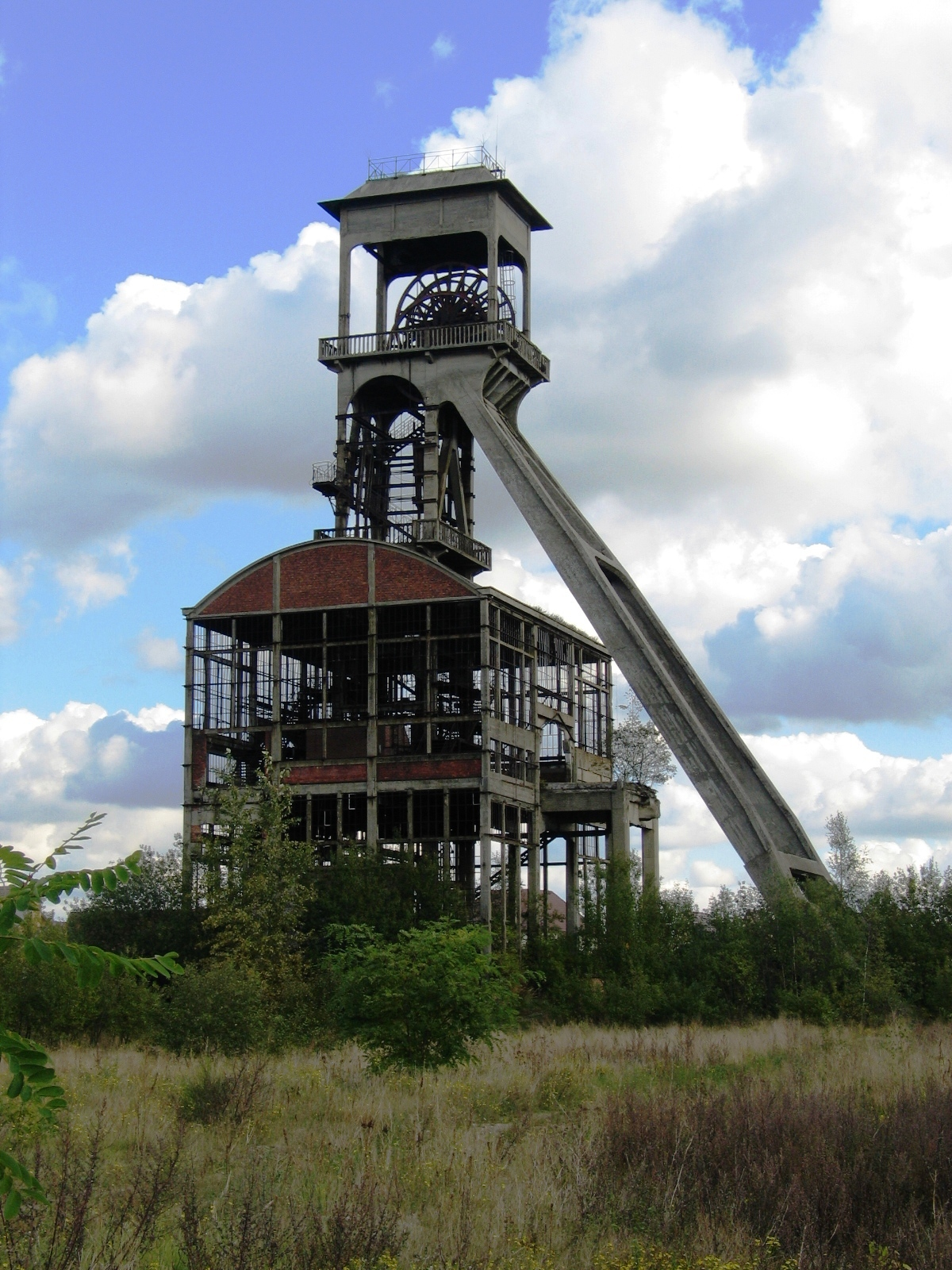
Ein Fördergerüst in Eisden

Das Limburger Steinkohlerevier (niederländisch Kempens steenkoolbekken) ist ein Gebiet in der Provinz Limburg in Belgien, in dem 1901 Steinkohle entdeckt wurde und von 1917 bis 1992 abgebaut wurde (siehe unten).

## Abbau
Das Kohlebecken lieferte hauptsächlich Fettkohle, die besonders gut zur Verkokung geeignet ist. Koks wird zur Stahlherstellung in Hochöfen gebraucht; davon gab es damals viele in der belgischen Provinz Lüttich.

## Geschichte
Bereits im späten 12. Jahrhundert gab es in der Nähe von Lüttich Kohlengräberei. Etwa zur selben Zeit wurde auch bei Aachen nach Steinkohle gegraben. Das Gebiet des heutigen südlichen Ruhrgebiets folgte etwa um 1370 (→Muttental bei Witten). Ab dem späten 14. Jahrhundert wurden beachtliche Kohlemengen per Schiff transportiert. Limburg ist durch die belgisch-niederländische Grenze getrennt. Maastricht ist die Hauptstadt der niederländischen Provinz Limburg; Lüttich ist die Hauptstadt der Provinz Lüttich. Beide Städte liegen an der Maas, etwa 30 km voneinander entfernt. Im Süden der Provinz Lüttich gab es Industrie; in den übrigen Landesteilen hatten Klerus und Adel länger Einfluss. Bevölkerungswachstum, die flächendeckende Verbreitung der Dampfmaschine und der Eisenbahn förderten die Industrialisierung und erhöhten den Brennstoffbedarf. Z. B. wurde 1879 die Bahnstrecke Eiserner Rhein eröffnet.

### Erste Bohrungen
Schon 1806 hatten zwei Franzosen, die aus Lüttich stammenden Gebrüder Castiau, in Meilegem erfolglos nach Steinkohle gesucht. Auch Guillaume Lambert und André Dumont spielten eine Rolle bei der Entdeckung des Steinkohlebeckens. 1897 hatten Valentin Putsage und Jules Urban vergeblich in Lanaken gebohrt; der dabei gefundene Kohlenkalkstein weckte Hoffnungen. Dumont nahm an, dass das Limburgsche Becken eine nördliche Aufwölbung der Steinkohleflöze war, die man an der niederländisch-deutschen Grenze bei Kerkrade, nördlich von Aachen, gefunden hatte. Er setzte seine Suche fort. Louis Jourdain schlug vor, in As zu bohren, Dumont begann am 16. Dezember 1898 in Elen zu bohren. Der Bohrer brach ein Jahr später bei einer Teufe von 878,5 m ab. Das Unternehmen ging 1901 Konkurs. In der Nacht vom 1. auf den 2. August 1901 wurde dann in einer Tiefe von 541 m ein Steinkohleflöz gefunden.
1951 war Belgien eines der sechs Gründungsmitglieder der Montan-Union. Etwa 1958 begann eine langanhaltende Kohlekrise.
Mitte der 1960er Jahre förderten die sechs Zechen im Kemperland pro Jahr 10 Millionen Tonen Kohle (zum Vergleich: die 36 Zechen im französischen Sprachgebiet (Wallonie) förderten etwa gleich viel).
Als Anfang 1966 die Grube Zwartberg – als einzige flämische Zeche neben fünf wallonischen – geschlossen werden sollte, griffen von „Sprachkämpfern“ angefeuerte Bergleute die Gendarmen mit dem Ruf an: „Schließt erst mal die wallonischen Gruben!“ (siehe auch Flämisch-wallonischer Konflikt). Die Stilllegung der Grube Zwartberg unterblieb zunächst.

## Bergwerke
Im Limburger Steinkohlerevier existierten sieben Steinkohlebergwerke:
- steenkoolmijn van Beringen in Beringen, Produktion 1922 bis 1989
- Steenkoolmijn van Eisden in Eisden, Produktion von 1923 bis 1987
- steenkoolmijn van Houthalen in Houthalen, Produktion von 1938/39 (fusionierte 1964 mit Zolder) bis 1992
- Steenkoolmijn van Waterschei (André Dumont) in Waterschei, (1924 bis 1987)
- steenkoolmijn van Winterslag in Winterslag (1917 bis 1988)
- steenkoolmijn van Zolder in Zolder, 1930 bis 30. September 1992 (und damit die zuletzt geschlossene der sieben)
- Steenkoolmijn van Zwartberg (Les Liégeois) in Zwartberg, 1925 bis 1966

### Fördergerüste

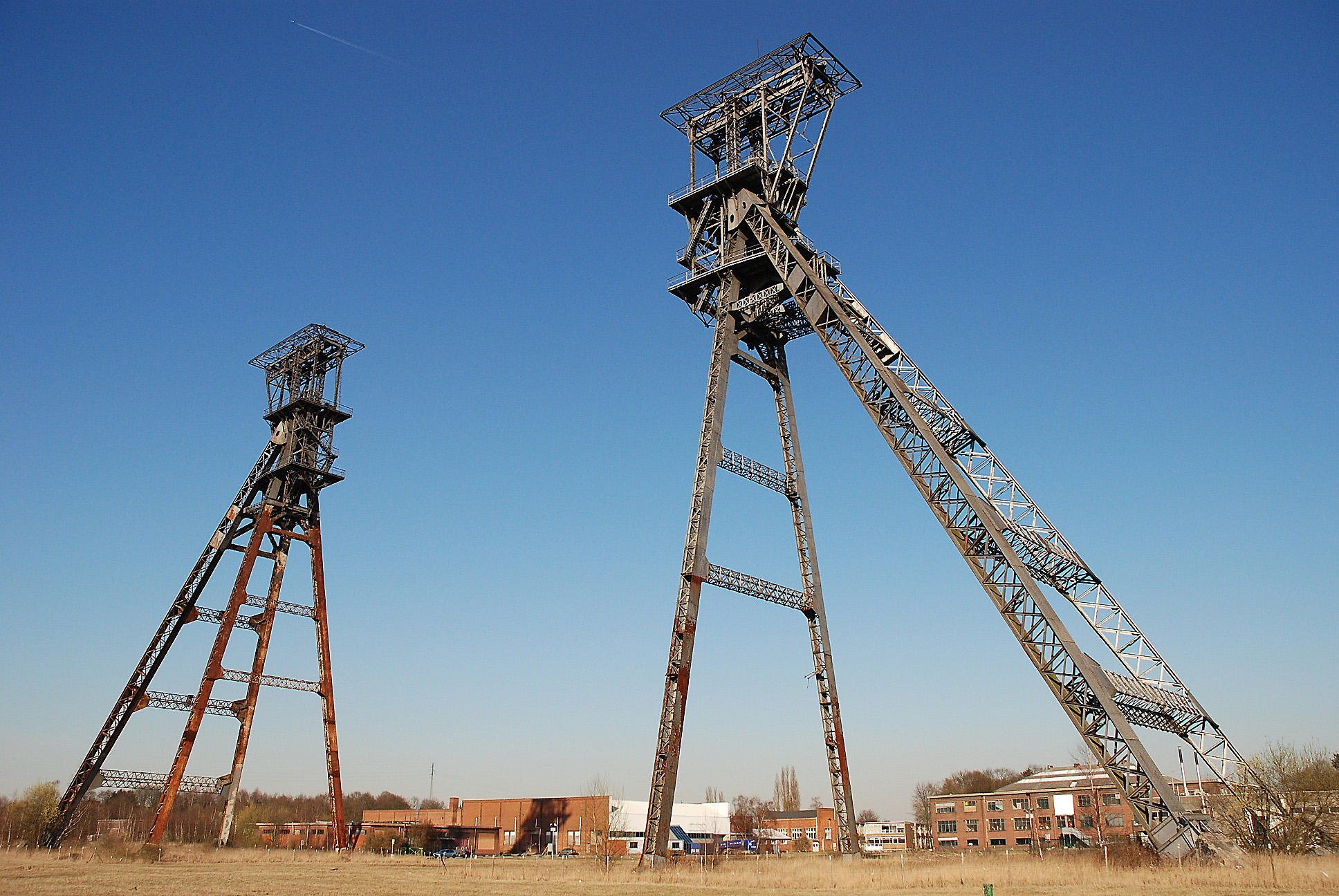
Das Fördergerüst von Houthalen
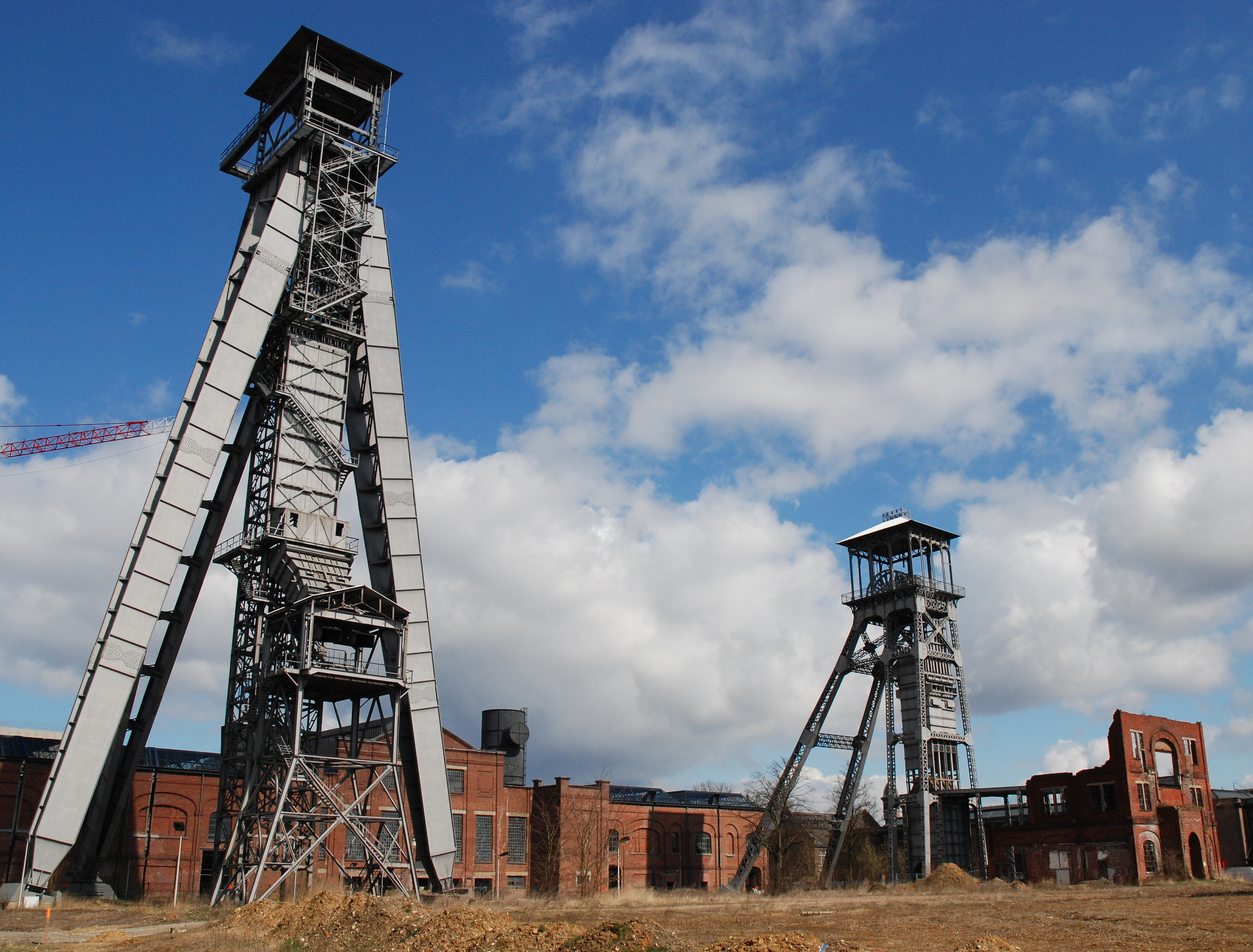
Die Fördergerüste von Winterslag (das dreibeinige Baujahr 1963; das andere 1915)
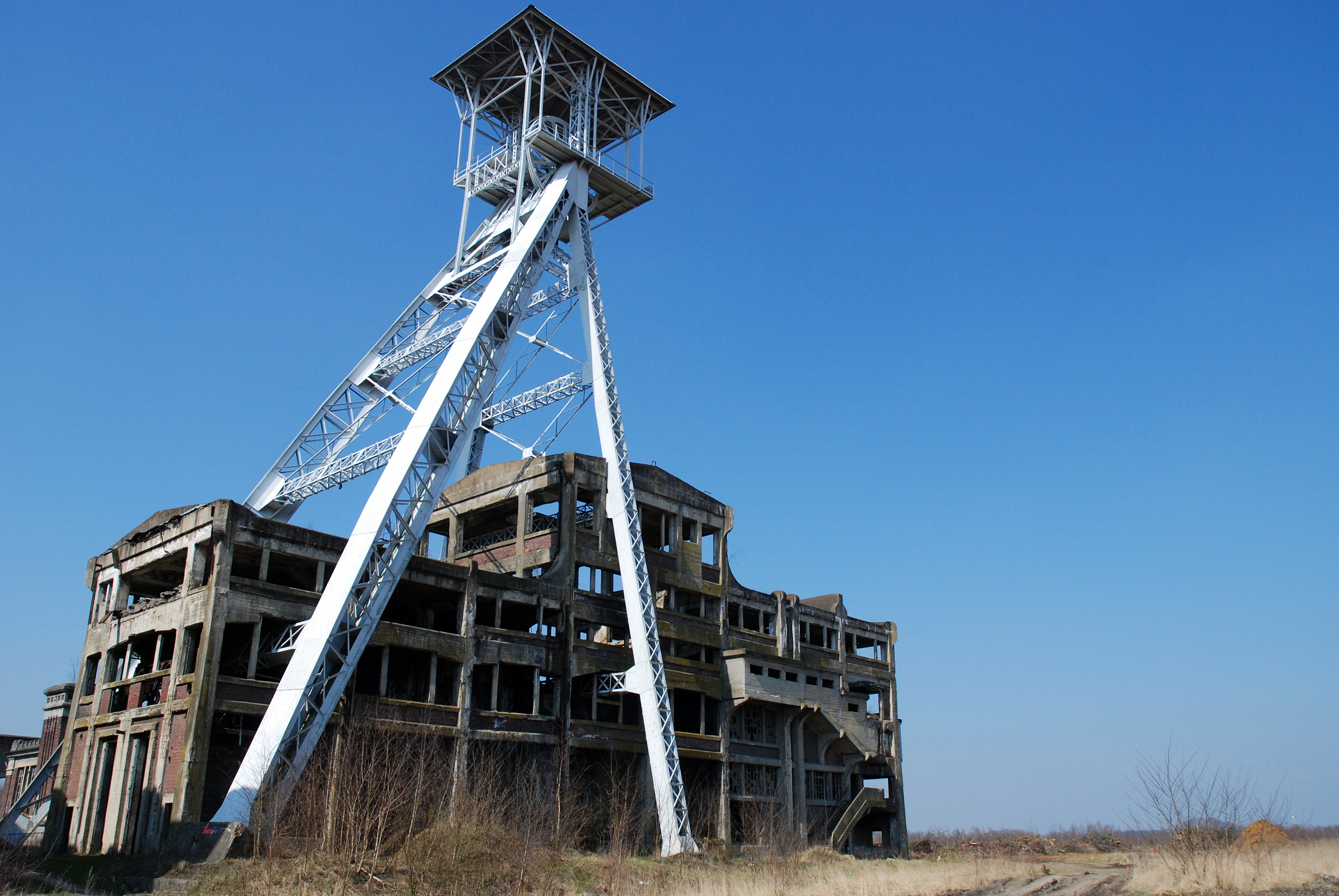
Das Fördergerüst von Genk-Waterschei
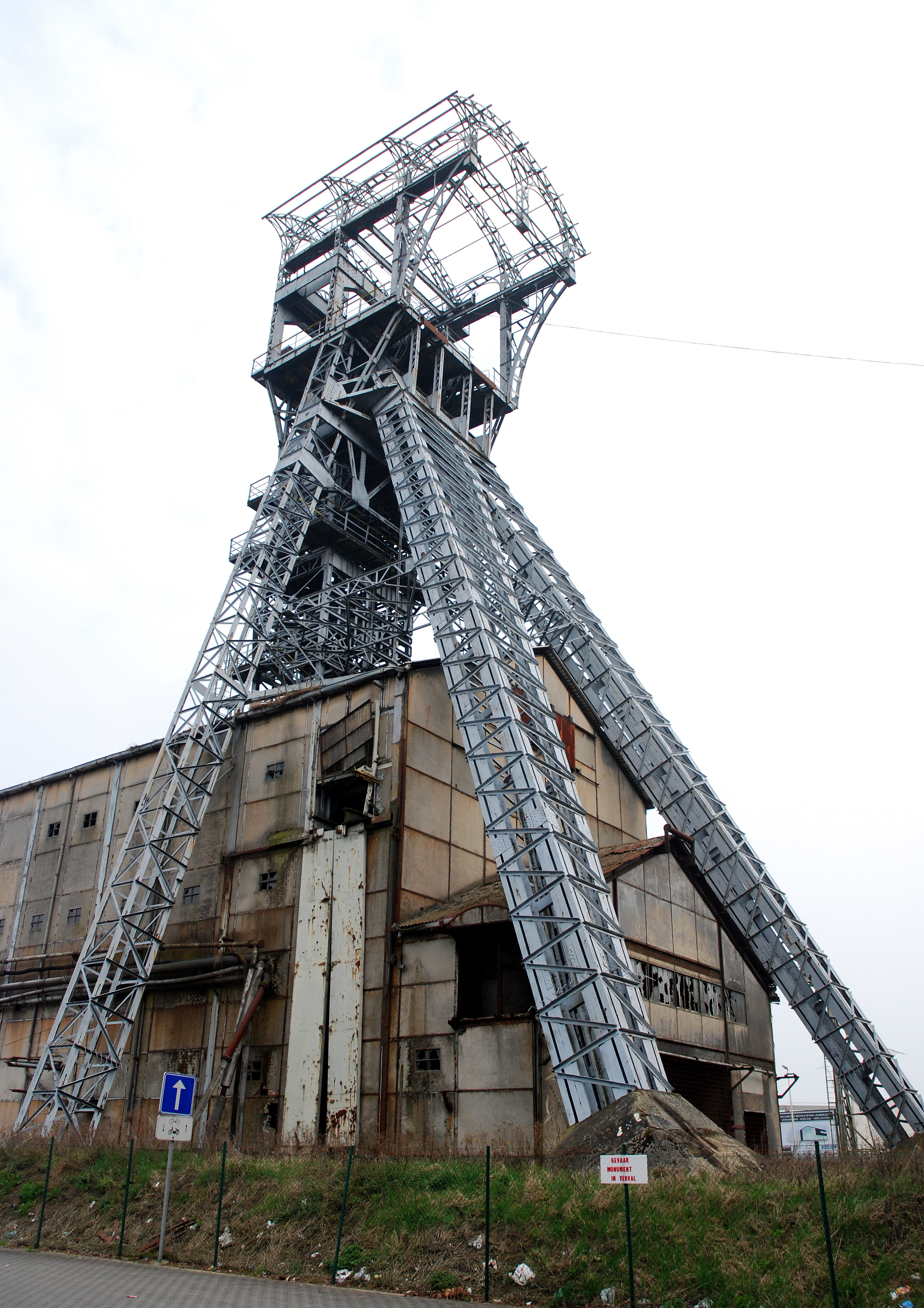
Das Fördergerüst von Zolder
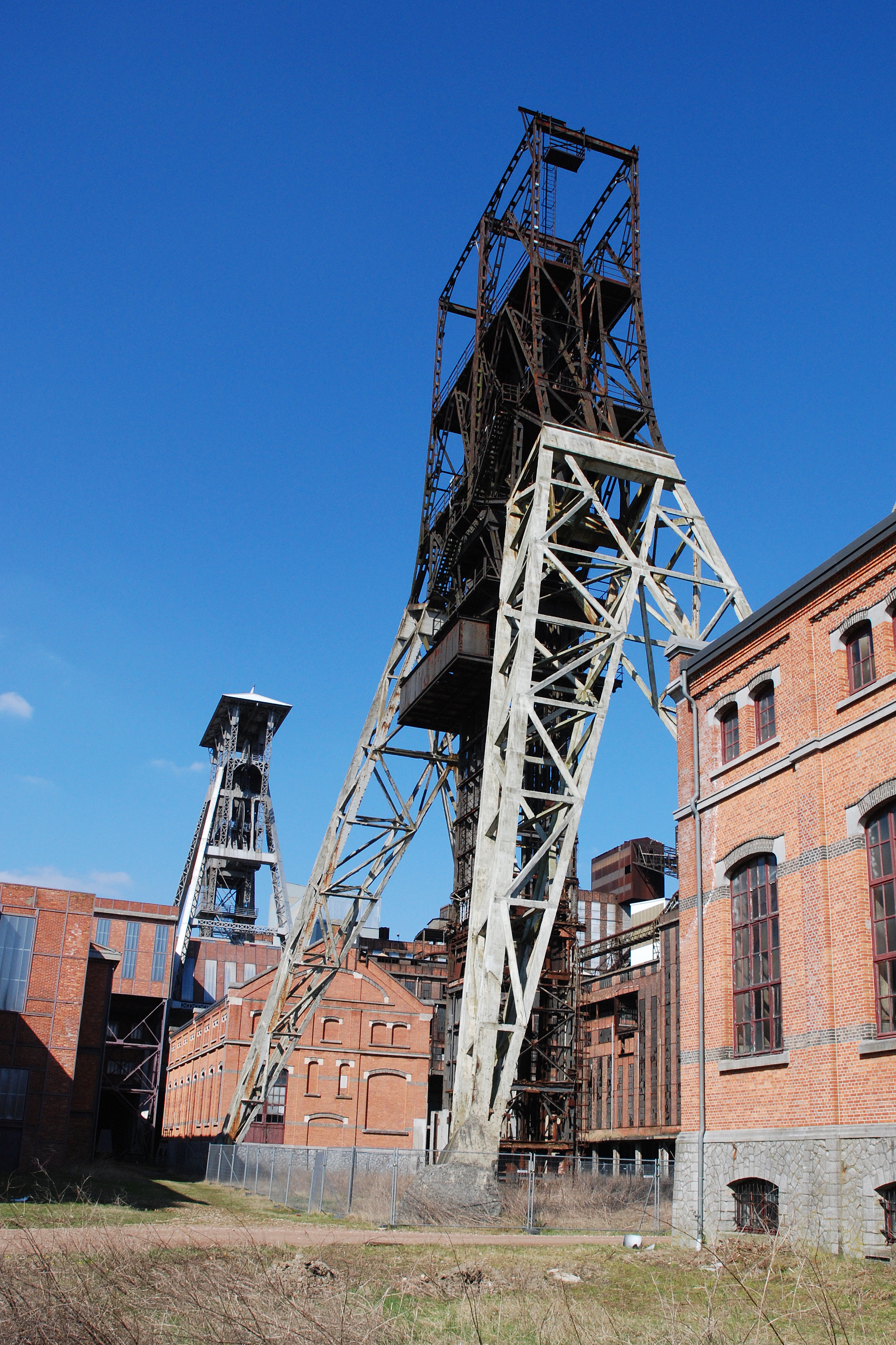
Das Fördergerüst von Beringen
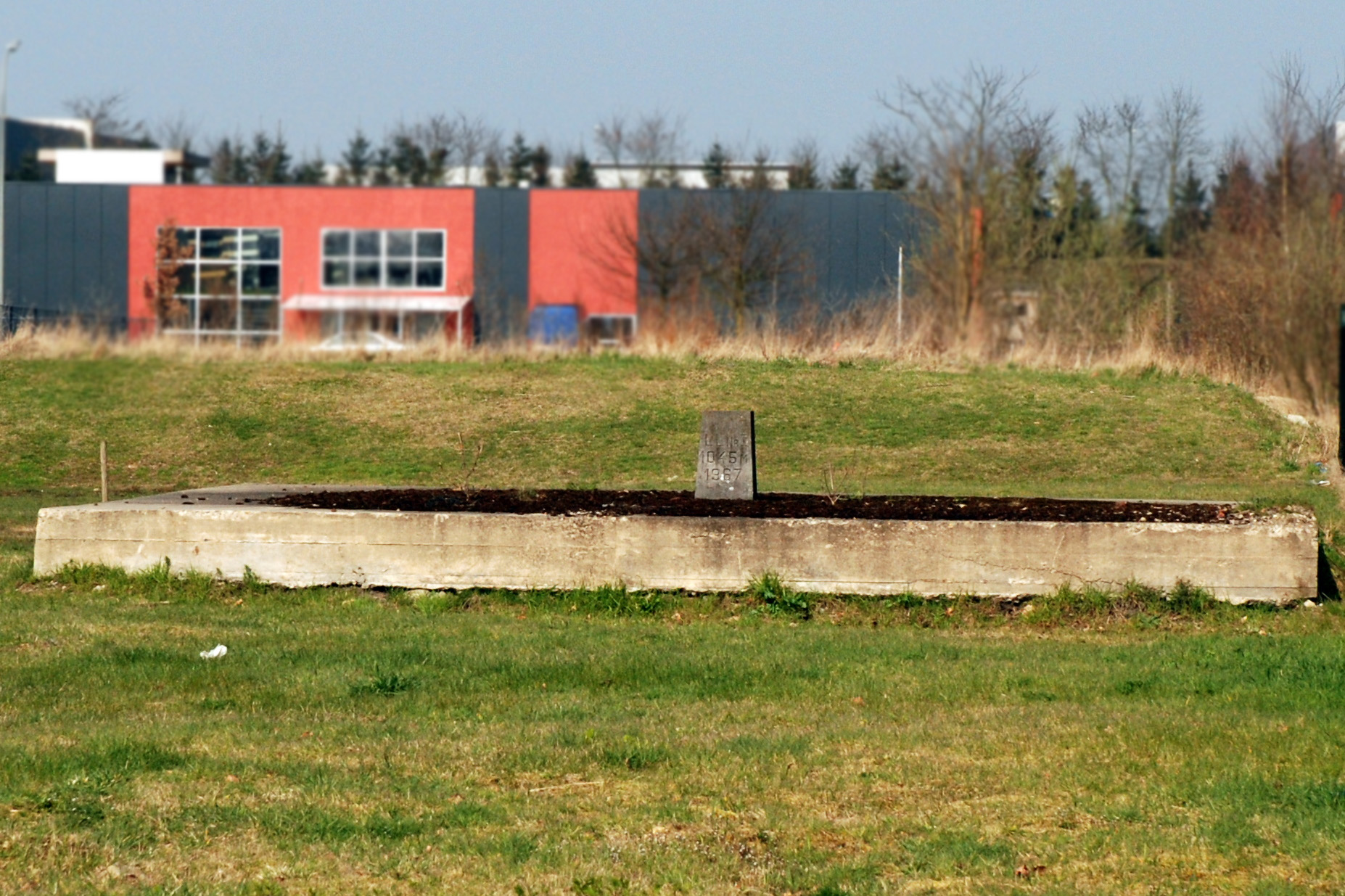
Steine symbolisieren, wo das Fördergerüst von Zwartberg in Genk stand

## Flämisches Bergwerksmuseum
Die Beringer Zeche gilt als die besterhaltene Zeche in Europa. Dort befindet sich heute das Vlaams Mijnmuseum (deutsch Flämisches Bergwerksmuseum), das 1985 auf Initiative von Goddeeris Gilbert, dem ehemaligen Direktor des Beringer Bergwerks, gegründet wurde. In einem untertägigen Raum sind Ausstellungsstücke aus der Geschichte des Bergbaus zu sehen. Das Fördergerüst, Halden, die Waschkaue und andere Teile der Tagesanlagen sind entweder erhalten oder wurden rekonstruiert.